# Isla Bray
Isla Bray (en inglés: Bray Island) es una de las islas del archipiélago ártico canadiense, localizada en el territorio de Nunavut, al norte del país, a lo largo de la costa sur de la isla de Baffin. Se encuentra en aguas de la cuenca Foxe, tiene una superficie de 689 km² (60.ª del país y 42ª de Nunavut) y no tiene residentes permanentes.
En la isla Bray hubo una base llamada FOX-A, que formaba parte de la Distant Early Warning line (en inglés, Línea Avanzada de Alerta Precoz). En la actualidad está integrada en el Sistema de Alerta Norte (North Warning System).